# Vélez-Málaga (kommunhuvudort)
Vélez-Málaga är en kommunhuvudort i Spanien.   Den ligger i provinsen Provincia de Málaga och regionen Andalusien, i den södra delen av landet, 400 km söder om huvudstaden Madrid. Vélez-Málaga ligger 62 meter över havet och antalet invånare är 74 190.
Terrängen runt Vélez-Málaga är kuperad åt nordväst, men åt sydost är den platt.  Vélez-Málaga är det största samhället i trakten. Trakten runt Vélez-Málaga består till största delen av jordbruksmark.